# Studio Hibari
Studio Hibari Co.,Ltd (株式会社スタジオ雲雀, Kabushiki gaisha Sutajio Hibari, litt. « Alouette ») est un studio d'animation japonaise situé à Nerima dans la préfecture de Tokyo, au Japon, fondé en juillet 1979,.

## Histoire
Studio Hibari est fondé en juillet 1979 et est alors spécialisé dans la coloration et les finitions,. L'année suivante, le studio effectue son premier travail sur la série Muteki Robo Trider G7 (ja) de Sunrise. Le studio va travailler durant les années 1980-1990 avec de nombreux studios comme Tsuchida Production (Captain Tsubasa, Ojamanga Yamada-kun (ja)) Toei Animation (Kinnikuman), Shin-Ei Animation (Obake no Q-Tarō), Nippon Animation (Mahōjin Guru Guru), Studio Deen (Maison Ikkoku, You're Under Arrest), Gallop (Kiteretsu daihyaka (ja), Kodomo no omocha) ou encore Group TAC (Street Fighter 2 V).
En 1998, le studio déménage dans le quartier de Nerima et dès l'année suivante commence à produire sa première série, Kaikan Phrase, adaptée d'un manga shōjo de Mayu Shinjō. Le studio produit par la suite bon nombre de série pour enfants comme Uchūjin Tanaka Tarō (2000-2001), Milmo de Pon! (2002-2005) ou Net Ghost PiPoPa (2008) mais aussi des comédies romantiques comme Happy lesson (2002), Happy Seven (2005) ou Kashimashi: Girl Meets Girl (2006). Le studio a aussi produit les trois premières saisons de la série sportive Major, qui connaît un fort succès au Japon. 
Le studio est dirigé par la famille Mitsunobu dont le fils, Seiji est le président depuis 2002. Sa mère, Sachiko, est quant à elle Chairman et son père, Hiroyoshi, ancien réalisateur chez Tsuchida production, est membre du bureau exécutif du studio,.
En 2006, le studio a créé son département de 3DCG Larx Entertainment en la constituant en société.
En 2011, Studio Hibari fonde sa filiale d'animation Lerche.

## Productions

### Séries télévisées
| Année | Titre                                           | Dates de 1re diffusion | Dates de 1re diffusion | Nb. éps.   | Notes                                                                                             |
| Année | Titre                                           | Début                  | Fin                    | Nb. éps.   | Notes                                                                                             |
| ----- | ----------------------------------------------- | ---------------------- | ---------------------- | ---------- | ------------------------------------------------------------------------------------------------- |
| 1998  | Paniponi                                        | 7 mai 1998             | 21 février 2003        | 48         | .                                                                                                 |
| 1999  | Kaikan Phrase                                   | 20 avril 1999          | 25 mars 2000           | 44         | Adaptation du manga de Mayu Shinjō.                                                               |
| 2000  | Uchūjin Tanaka Tarō (ja)                        | 17 avril 2000          | 30 mars 2001           | 24         | Adaptation du manga de Yasunari Nagatoshi.                                                        |
| 2001  | Meitantei Kageman (ja)                          | 10 avril 2001          | 16 janvier 2002        | 39         | Adaptation du manga d'Aōni Yamane                                                                 |
| 2002  | Happy Lesson (ja)                               | 1er avril 2002         | 30 juin 2002           | 13         | Adaptation du manga écrit Mutsumi Sasaki et dessiné par Shinnosuke Mori.                          |
| 2002  | Mirumo                                          | 6 avril 2002           | 27 septembre 2005      | 172        | Adaptation en quatre saisons du manga de Hiromu Shinozuka.                                        |
| 2002  | Duel Masters                                    | 21 octobre 2002        | 4 avril 2003           | 26         | Basée sur le jeu de cartes à collectionner de Takara Tomy ; coproduite avec A.C.G.T.              |
| 2003  | Lime-iro senkitan (ja)                          | 17 avril 2003          | 30 mars 2003           | 13         | Basée sur le jeu pour adultes d'élf.                                                              |
| 2003  | Happy Lesson Advance (ja)                       | 1er juillet 2003       | 23 septembre 2003      | 13         | Suite de Happy Lesson.                                                                            |
| 2004  | Grandpa Danger                                  | 4 avril 2004           | 27 mars 2005           | 51         | Adaptation du manga de Kazutoshi Soyama.                                                          |
| 2004  | Miracle! Panzō (ja)                             | 18 avril 2004          | 20 mars 2005           | 20         | Adaptation du manga de Kenji Tsuruoka.                                                            |
| 2004  | Duel Masters Charge                             | 19 avril 2004          | 27 mars 2006           | 52         | Suite de Dual Masters.                                                                            |
| 2004  | Major                                           | 13 novembre 2004       | 30 juin 2007           | 78         | Adaptation en trois saisons du manga de Takuya Mitsuda.                                           |
| 2005  | Happy Seven: The TV Manga (ja)                  | 2 octobre 2005         | 25 décembre 2005       | 13         | Adaptation du light novel de Kawasaki Hiroyuki ; coproduite avec Trinet Entertainment.            |
| 2006  | Nerima daikon Brothers (ja)                     | 9 janvier 2006         | 27 mars 2006           | 12         | Projet original.                                                                                  |
| 2006  | Kashimashi ~Girl Meets Girl~                    | 11 janvier 2006        | 29 mars 2006           | 12         | Adaptation du manga de Yukimaru Katsura créé par Satoru Akahori.                                  |
| 2006  | Yoshinaga-san Chi no Gargoyle (ja)              | 1er avril 2006         | 24 juin 2006           | 13         | Adaptation du light novel de Sennendō Taguchi ; coproduite avec Trinet Entertainment.             |
| 2006  | Tsuyokisu Cool x Sweet (ja)                     | 1er juillet 2006       | 16 septembre 2006      | 12         | Adaptation du visual novel de Candy Soft ; coproduite avec Trinet Entertainment.                  |
| 2006  | Sumomomo Momomo                                 | 5 octobre 2006         | 15 mars 2007           | 22         | Adaptation du light novel de Kawasaki Hiroyuki.                                                   |
| 2007  | Venus vs Virus                                  | 11 janvier 2007        | 29 mars 2007           | 12         | Adaptation du manga d'Atsushi Suzumi.                                                             |
| 2007  | Moonlight Mile: Lift off (ja)                   | 3 mars 2007            | 26 mai 2007            | 12         | Adaptation du manga de Yasuo Ōtagaki.                                                             |
| 2007  | Moonlight Mile: Touch down (ja)                 | 13 septembre 2007      | 13 décembre 2007       | 14         | Suite de Moonlight Mile: Lift off.                                                                |
| 2008  | Net Ghost PiPoPa (ja)                           | 6 avril 2008           | 29 mars 2009           | 51         | Projet original.                                                                                  |
| 2009  | Fight ippatsu! Jūden-chan!! (ja)                | 25 juin 2009           | 10 septembre 2009      | 12         | Adaptation du manga de Bow Ditama.                                                                |
| 2009  | Weiß Survive (ja)                               | 5 juin 2009            | 25 septembre 2009      | 16         | Adaptation du manga de Takuya Fujima créé par Bushiroad.                                          |
| 2009  | Yumeiro pâtissière                              | 4 octobre 2009         | 26 septembre 2010      | 50         | Adaptation du manga de Natsumi Matsumoto.                                                         |
| 2009  | Weiß Survive R (ja)                             | 4 décembre 2009        | 19 mars 2010           | 12         | Suite de Weiß Survive.                                                                            |
| 2010  | Yumeiro pâtissière SP Professional              | 3 octobre 2010         | 26 décembre 2010       | 13         | Suite de Yumeiro pâtissière.                                                                      |
| 2014  | Meshimase Rōdosu senki: Sorette oishii no? (ja) | 6 avril 2014           | 29 juin 2014           | 13         | Série parodiant la franchise des Chroniques de la guerre de Lodoss ; coproduite avec Studio DEEN. |
| 2017  | Keppeki Danshi! Aoyama-kun                      | 3 juillet 2017         | 17 septembre 2017      | 12         | Adaptation du manga de Taku Sakamoto.                                                             |
| 2023  | High Card (saison 1)                            | 9 janvier 2023         | 27 mars 2023           | 12         | Projet original faisant partie d'un projet transmédia.                                            |
| 2024  | High Card (saison 2)                            | 8 janvier 2024         | 25 mars 2024           | 12         | Suite de la saison 1 de High Card.                                                                |
| 2025  | Tougen Anki                                     | 11 juillet 2025        | À venir                | À annoncer | Basée sur le manga de Yura Urushibara.                                                            |

### ONA
| Année | Titre            | Dates de 1re diffusion | Dates de 1re diffusion | Notes |
| Année | Titre            | Début                  | Fin                    | Notes |
| ----- | ---------------- | ---------------------- | ---------------------- | --- |
| 2007  | Kētai shōjo (ja) | 20 mars 2007           | 14 mai 2007            | 6 épisodes basés sur le jeu de simulation d'amour pour téléphone mobile de G-mode et diffusés sur Yahoo! Dōga. |
| 2015  | Monster Strike   | 10 octobre 2015        | 3 décembre 2016        | Première saison coproduite avec Ultra Super Pictures.                                                          |

### OAV
| Année | Titre                                                     | Date de sortie                       | Notes                                                                   |
| ----- | --------------------------------------------------------- | ------------------------------------ | ----------------------------------------------------------------------- |
| 1990  | Shin Karate jigokuhen (ja)                                | 1er novembre 1990 - 21 décembre 1990 | 2 épisodes basés sur le manga de Kentarō Nakajō créé par Ikki Kajiwara. |
| 2000  | Koihime (ja)                                              | 22 septembre 2000 - 24 décembre 2000 | 2 épisodes pour adultes basés sur l'eroge de SILKY'S.                   |
| 2001  | Zoku Koihime (ja)                                         | 22 novembre 2001 - 2 février 2002    | 2 épisodes pour adultes faisant suite à Koihime.                        |
| 2004  | Lime-iro senkitan: Nangoku yume roman (ja)                | 23 avril 2004 - 2 juin 2004          | 2 épisodes basés sur le jeu pour adultes d'élf.                         |
| 2004  | Netrun-mon the Movie (ja)                                 | 24 novembre 2004                     | Produite pour fêter les 5 ans du magazine de Netrunner.                 |
| 2008  | Hoshi no umi no Amuri (ja)                                | 23 mai 2008 - 26 septembre 2008      | 3 épisodes produits en CGI.                                             |
| 2009  | Issho ni Training: Training with Hinako (ja)              | 24 avril 2009                        | Produite par Primastea.                                                 |
| 2010  | Issho ni Sleeping: Sleeping with Hinako (ja)              | 1er février 2010                     | Suite de Issho ni Training.                                             |
| 2010  | Issho ni Training 026: Bathtime with Hinako & Hiyoko (ja) | 24 décembre 2010                     | Suite de Issho ni Sleeping: Sleeping with Hinako.                       |

### Films
| Année | Titre                                      | Date de sortie    | Notes                                                                                              |
| ----- | ------------------------------------------ | ----------------- | -------------------------------------------------------------------------------------------------- |
| 2005  | Duel Masters: Yami no shiro no maryūō (ja) | 12 mars 2005      | |
| 2010  | Junod (ja)                                 | 11 mai 2010       | Biopic sur le médecin Marcel Junod et son aide apporté après le bombardement atomique d'Hiroshima. |
| 2020  | L'Étranger de la plage (en)                | 11 septembre 2020 | Adaptation du manga éponyme de Kanna Kii.                                                          |